# Joseph Kearns

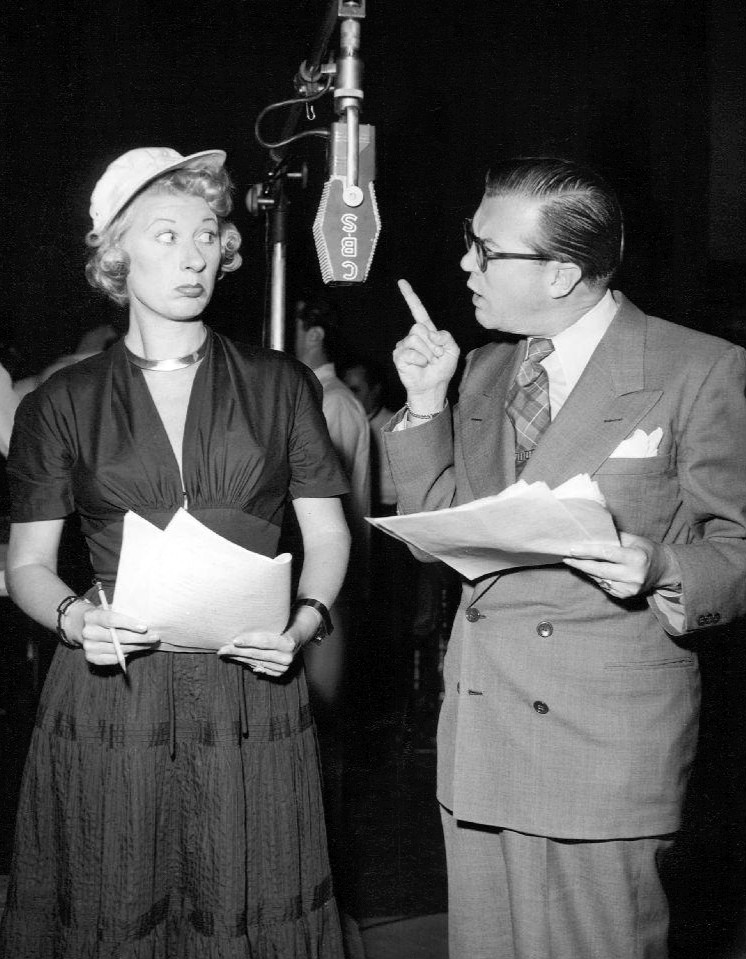
Joseph Kearns con Joan Davis en el programa radiofónico Leave It to Joan (1949)

Joseph Kearns (12 de febrero de 1907 – 17 de febrero de 1962) fue un actor cinematográfico y televisivo de nacionalidad estadounidense, conocido sobre todo por su papel de Mr. Wilson en la serie de la CBS Dennis the Menace desde 1959 hasta su muerte en 1962, y por dar voz al Picaporte en el film animado de Disney Alicia en el país de las maravillas.

## Primeros años
Su nombre completo era Joseph Sherrard Kearns, y nació en Salt Lake City, Utah, aunque se mudó con su familia a California siendo él muy joven. Su madre, Cordelia M. Peterson (1877–1962), era concertista de piano, y gracias a ella Kearns adquirió el amor por la música.
La carrera interpretativa de Kearns se inició en 1916 cuando se sumó a The Rising Generation, un grupo de vodevil formado por once niños que viajó en gira durante un tiempo de catorce meses.

## Carrera

### Radio
Kearns empezó su carrera radiofónica en los años 1930 (interpretaba al Dragón en el serial The Cinnamon Bear), actuando a lo largo de la década siguiente en los shows The Adventures of Sam Spade, Burns and Allen y docenas de otros más. En el programa Suspense, se le oyó de manera regular presentando algunos de los capítulos y anunciando muchos de ellos, además de actuar, con papeles de reparto y algunos principales, en cientos de programas a lo largo de la evolución del desarrollo de la serie.
Kearns fue Ed, el guardia de seguridad en The Jack Benny Program, programa en el cual hizo otros numerosos papeles, entre ellos el de un inspector de hacienda. Kearns también hizo papeles regularmente en The Mel Blanc Show (entre ellos el padre de Betty, personaje interpretado por Mary Jane Croft), The Harold Peary Show, y en el show radiofónico de Judy Canova.

### Carrera cinematográfica
Kearns debutó en el cine con Hard, Fast and Beautiful (1951), y fue conocido por dar voz al Picaporte en la película de animación de Disney Alicia en el país de las maravillas (1951). Kearns actuó en otras películas, siendo su último papel cinematográfico el de fotógrafo en Anatomía de un asesinato (1959).

### Televisión
En la televisión, Kearns retomó sus papeles radiofónicos de The Jack Benny Program, y también actuó junto a Eve Arden y Richard Crenna en Our Miss Brooks (1953–55), encarnando al Ayudante de Superintendente Michaels y después al Superintendente Stone, un papel que ya había interpretado en la radio.
Otras series en las cuales actuó Kearns fueron Adventures of Ozzie and Harriet, I Love Lucy, My Little Margie, Perry Mason, I Married Joan, December Bride, It's a Great Life, Angel, y General Electric Theater. Dos de sus papeles destacados fueron el de Fred en Professional Father, y en 1959 el del criminólogo Edward Langley en el episodio de Perry Mason "The Case of the Perjured Parrot".

#### Dennis the Menace
El último papel de Kearns fue el de George Wilson en la serie de la CBS Dennis the Menace, basada en la tira de prensa dibujada por Hank Ketcham. Tras su muerte, Kearns fue reemplazado por Gale Gordon, que interpretaba al hermano de George Wilson, John. Kearns y Gordon habían trabajado juntos antes de Dennis the Menace, en el show radiofónico The Cinnamon Bear.
El último episodio rodado por Kearns, el número 100, fue titulado "The Man Next Door", y se emitió el 6 de mayo de 1962. Sylvia Field, que interpretaba a la esposa de George, continuó en algunas entregas más, apareciendo el personaje de John Wilson en el episodio 103, "John Wilson's Cushion", emitido el 27 de mayo de 1962. Hubo posteriores referencias a George y, finalmente, en la cuarta temporada Field fue reemplazada por Sara Seegar, que actuaba como la esposa de John Wilson. 

## Fallecimiento
Joseph Kearns, que nunca se había casado ni había tenido hijos, falleció en Los Ángeles, California, a causa de una hemoragia cerebral, en 1962, en el transcurso de la tercera temporada de Dennis the Menace. Tenía 55 años de edad. Fue enterrado en el Cementerio Forest Lawn Memorial Park de Hollywood Hills.

## Filmografía

### Cine
- The Hucksters, de Jack Conway (1947)
- Hard, Fast and Beautiful, de Ida Lupino (1951)
- Alicia en el país de las maravillas (1951) - voz
- Daddy Long Legs, de Jean Negulesco (1955)
- Our Miss Brooks, de Al Lewis (1956)
- Storm Center, de Daniel Taradash (1956)
- The Girl Most Likely, de Mitchell Leisen (1958)
- The Gift of Love, de Jean Negulesco (1958)
- Anatomía de un asesinato, de Otto Preminger (1959)

### Televisión
- Jerks of All Trades (1949)
- The George Burns and Gracie Allen Show, 10 episodios (1951-1954)
- I Love Lucy, 2 episodios (1952-1957)
- Goodyear Television Playhouse, un episodio (1952)
- Our Miss Brooks, 9 episodios (1953-1955)
- The Adventures of Ozzie & Harriet, 15 episodios (1953-1959)
- The Jack Benny Program, 8 episodios (1953-1961)
- Willy, 2 episodios (1954-1955)
- General Electric Theater, 2 episodios (1954-1957)
- I Married Joan, un episodio (1954)
- It's a Great Life, 4 episodios (1955-1956)
- Lux Video Theatre, 3 episodios (1955-1956)
- Professional Father, 4 episodios (1955)
- My Little Margie, un episodio (1955)
- Studio 57, un episodio (1955)
- December Bride, 3 episodios (1956-1957)
- Screen Directors Playhouse, un episodio (1956)
- How to Marry a Millionaire, 8 episodios (1957-1959)
- Conflict, un episodio (1957)
- Make Room for Daddy, un episodio (1957)
- Mr. Adams and Eve, un episodio (1957)
- Schlitz Playhouse of Stars, un episodio (1957)
- Leave It to Beaver, un episodio (1957)
- The Real McCoys, un episodio (1957)
- Bachelor Father, un episodio (1957)
- The Court of Last Resort, un episodio (1957)
- Gunsmoke, 4 episodios (1958-1959)
- Shower of Stars, un episodio (1958)
- Perry Mason, un episodio (1958)
- Dennis the Menace, 102 episodios (1959-1962)
- The Ann Sothern Show, un episodio (1959)
- Gunn, un episodio (1959)
- The Donna Reed Show, un episodio (1960)
- Angel, un episodio (1960)